# Alberto Cova
Alberto Cova (Inverigo, 1º dicembre 1958) è un ex mezzofondista e politico italiano, campione olimpico dei 10 000 metri piani ai Giochi di Los Angeles 1984.
Nei 10000 m piani è stato anche campione mondiale a Helsinki 1983 e campione europeo ad Atene 1982. È stato inoltre il primatista italiano dei 5 000 metri piani dal 1982 al 1990, quando è stato battuto da Salvatore Antibo.

## Biografia

### Gli esordi
Muove i suoi primi passi da atleta all'età di 14 anni. Si guadagna presto il soprannome di "ragioniere", sia per l'effettivo conseguimento del diploma in ragioneria, sia per il fisico estremamente magro, anzi filiforme, unito ad un modo pianificato e mai dispendioso di affrontare le gare.
Ottiene i primi successi nel 1977, quando diventa campione italiano juniores sui 5000 m piani, distanza che preferisce a quella doppia fino al 1980.
In quell'anno incontra l'allenatore che lo porterà a vincere in Italia e nel mondo: Giorgio Rondelli della Pro Patria. Rondelli intuisce subito che Alberto ha le qualità per dominare sui 10000 m piani: dopo un anno di interdizione Cova si presenta agli Europei di atletica di Atene, in Grecia, nel 1982, come outsider sulla distanza.
È in questa circostanza che mette in risalto per la prima volta le caratteristiche che lo porteranno in molte occasioni al successo: la capacità di resistere durante la gara ai cambi di ritmo, anche frequenti, imposti dagli avversari e la velocità che riesce a raggiungere negli sprint finali.

### I primi successi
Il primo notevole esempio di gara vinta con questa tattica è il campionato europeo in Grecia nel 1982: resiste agli attacchi dei favoriti, in particolare il tedesco orientale Werner Schildhauer e il finlandese Martti Vainio, per poi superarli con le ultime falcate. Sul rettilineo finale Vainio attacca, Schildhauer e Cova resistono e nei metri conclusivi il lombardo infila i rivali con uno scatto, vincendo in 27'41"03, con soli 18 centesimi di vantaggio sul tedesco. Iscritto anche nei 5000 m, non ha fortuna, finendo squalificato dopo una serie di reciproche scorrettezze con alcuni avversari.
In quello stesso anno Cova si aggiudica anche l'argento ai campionati europei indoor nei 3000 m e mette in mostra anche ottime doti di corridore "fuoripista": giunge infatti settimo ai mondiali di corsa campestre vinti dall'etiope Mohamed Kedir.
Nel 1983 Cova compie un altro capolavoro andando a vincere i 10 000 metri nella prima edizione dei Campionati del mondo di atletica leggera, ad Helsinki, in Finlandia. Gli avversari sono gli stessi dei campionati europei: i tedeschi orientali Hansjörg Kunze e Werner Schildhauer, il finlandese idolo di casa Martti Vainio e il veterano portoghese Carlos Lopes. La gara ha un ritmo lentissimo e al suono della campana dell'ultimo giro il gruppo è ancora compatto. È Schildhauer ad aumentare per primo l'andatura con un poderoso scatto, il plotone si disgrega e solo il connazionale Kunze sembra avere le forze per rispondere all'attacco. Si crea un piccolo vuoto tra i due tedeschi e un terzetto di inseguitori composto da Vainio, il tanzaniano Gidamis Shahanga e da Cova, che appare però in difficoltà, avendo patito il cambio di ritmo e per diversi attimi è stato sul punto di staccarsi. A sorpresa però negli ultimi 150 metri il vantaggio di Schildhauer si assottiglia: Kunze sembra in grado di sorpassarlo, mentre Vainio, Shahanga e Cova rientrano. All'ultima curva, Cova si allarga sulla corsia esterna e procede a una velocità che sembra doppia: Shahanga cede e Cova supera nell'ordine Vainio, Kunze e Schildhauer vincendo con il tempo di 28'01"04, con 14 centesimi di vantaggio sul tedesco Schildhauer, ancora una volta secondo, e 22 centesimi su Kunze.

### L'oro olimpico a Los Angeles
L'anno seguente Cova completa la sua tripletta andando a vincere i 10 000 metri anche ai Giochi olimpici di Los Angeles, negli Stati Uniti, del 1984. Per il boicottaggio dei paesi del blocco comunista viene a mancare il suo eterno rivale Schildhauer; poco prima dell'inizio della manifestazione però il portoghese Fernando Mamede si propone come uomo da battere migliorando di quasi 9 secondi il record mondiale sui 10000 m: 27'13"81 il suo tempo. Mamede tuttavia spesso delude nei grandi eventi e anche in occasione delle olimpiadi fallisce la prova, ritirandosi dopo pochi giri. Il finlandese Vainio attacca a metà gara e tenta ripetutamente di staccare Cova, invano. A 800 metri dalla fine il finlandese tenta l'allungo decisivo e, come ad Helsinki, Cova sembra patire il cambio di ritmo, dando l'impressione di staccarsi da un momento all'altro. Riesce però a resistere e, negli ultimi 200 metri, a passare al contrattacco. Supera prepotentemente Vainio e va a vincere, per la prima volta per distacco, con il tempo di 27'47"54. Cova avrebbe in ogni caso conquistato l'oro, in quanto Vainio fu squalificato dopo essere stato trovato positivo al controllo antidoping. Sfortunatissimo in quella stessa prova l'altro italiano Salvatore Antibo, solo quarto a causa di una scelta sbagliata al momento di indossare le scarpe da gara: opta infatti per delle calzature nuove che gli procurano sofferenze ai piedi.
Nel 1985 Cova ribadisce la sua superiorità sulla distanza trionfando in Coppa Europa, dove vince anche i 5000 m.

### Le ultime medaglie ed il ritiro
Nel 1986, ai Campionati europei di Stoccarda, in Germania, termina il predominio quinquennale di Cova, venendo battuto nei 10000 m da Stefano Mei, giovane e potente atleta spezzino che conquista quell'anno la sua prima affermazione internazionale. In finale tre atleti italiani, Stefano Mei, Alberto Cova e Salvatore Antibo, danno prova di superiorità attaccando insieme a 400 metri dall'arrivo e staccando tutti gli avversari, fatta eccezione per il portoghese Castro che rimane abbastanza vicino al terzetto. È Mei che impone il cambio di ritmo, mentre Cova, come sempre soffrendo molto, gli rimane incollato, e Antibo e Castro si staccano di una ventina di metri. Lo sprint finale, che dovrebbe dare ragione a Cova, riserva una sorpresa: proprio quando il comasco sembra aver superato il momento critico e affianca Mei, lo spezzino allunga di nuovo, stroncando la resistenza del campione olimpico e vincendo in 27'56"79. Cova arriva secondo con il tempo di 27'57"93 mentre Antibo conquista il bronzo con 28'00"25, in quella che fu la prima tripletta in una gara di corsa, da parte di un'unica nazione, nella storia dei campionati europei.
Stoccarda è l'ultima competizione ad alto livello del ragioniere di Inverigo. Sempre nel 1986 si aggiudica la prestigiosa gara di cross Cinque Mulini precedendo il connazionale Gelindo Bordin e Pat Porter; è il primo italiano a vincerla dal 1964 e ultimo azzurro in grado di compiere questa impresa. Nel 1987, ai campionati mondiali di atletica di Roma, Cova finisce fuori dalla finale, così come l'anno dopo, alle Olimpiadi di Seul, in Corea del Sud, dove non riesce a qualificarsi dopo aver corso una brutta batteria. Dopo questi Giochi olimpici Cova si ritira, a soli 30 anni, dalle competizioni agonistiche, con il record di essere stato il primo atleta nella storia dei 10000 m ad aver conquistato la medaglia d'oro ai Giochi olimpici, ai Campionati del mondo e ai Campionati europei; ventotto anni dopo vi sarebbe riuscito anche il britannico Mo Farah.

### Uso di autoemotrasfusioni
Dopo la vittoria sui 10000 m piani ai Campionati europei del 1982, Cova confessa al giornalista Oliviero Beha de La Repubblica di aver fatto ricorso alla pratica dell'autoemotrasfusione (allora non vietata), con benefici a suo avviso forse significativi.

### Carriera politica
Nel 1994 è candidato alla Camera nel collegio di Olgiate Comasco per il Polo delle Libertà in quota Forza Italia venendo eletto col 61,9% dei voti. Nel 1996 è ricandidato dal Polo nel collegio di Erba, ma ottiene solo il 35,6% dei voti ed è sconfitto dal rappresentante della Lega Nord Cesare Rizzi.

## Palmarès
| Anno | Manifestazione          | Sede        | Evento         | Risultato  | Prestazione | Note |
| ---- | ----------------------- | ----------- | -------------- | ---------- | ----------- | ---- |
| 1980 | Mondiali di cross       | Parigi      | Corsa seniores | 122º       | 39'55"00    |      |
| 1981 | Mondiali di cross       | Madrid      | Corsa seniores | 94º        | 36'44"      |      |
| 1982 | Europei indoor          | Milano      | 3000 m piani   | Argento    | 7'54"12     |      |
| 1982 | Mondiali di cross       | Roma        | Corsa seniores | 7º         | 34'12"8     |      |
| 1982 | Europei                 | Atene       | 10000 m piani  | Oro        | 27'41"03    |      |
| 1983 | Mondiali di cross       | Gateshead   | Corsa seniores | 10º        | 37'17"      |      |
| 1983 | Mondiali                | Helsinki    | 10000 m piani  | Oro        | 28'01"04    |      |
| 1983 | Giochi del Mediterraneo | Casablanca  | 5000 m piani   | Oro        | 13'57"77    |      |
| 1984 | Mondiali di cross       | New York    | Corsa seniores | 11º        | 33'58"      |      |
| 1984 | Giochi olimpici         | Los Angeles | 10000 m piani  | Oro        | 27'47"54    |      |
| 1986 | Mondiali di cross       | Neuchâtel   | Corsa seniores | 9º         | 35'58"8     |      |
| 1986 | Europei                 | Stoccarda   | 5000 m piani   | 8º         | 13'35"86    |      |
| 1986 | Europei                 | Stoccarda   | 10000 m piani  | Argento    | 27'57"93    |      |
| 1987 | Mondiali di cross       | Varsavia    | Corsa seniores | 186º       | 39'57"      |      |
| 1988 | Giochi olimpici         | Seul        | 10000 m piani  | Semifinale | 28'43"84    |      |

## Campionati nazionali
- 4 volte campione italiano assoluto dei 5000 m piani (1980, 1982, 1983, 1985)
- 2 volte campione italiano assoluto dei 10000 m piani (1981, 1982)
- 3 volte campione italiano assoluto indoor dei 3000 m piani (1981, 1982, 1984)
- 5 volte campione italiano assoluto di corsa campestre (1982, 1983, 1984, 1985, 1986)

## Altre competizioni internazionali
1983
- Bronzo in Coppa Europa ( Londra), 5000 m piani - 13'55"59
- Argento in Coppa Europa ( Londra), 10000 m piani - 28'02"13

1985
- Oro in Coppa Europa ( Mosca), 5000 m piani - 14'05"45
- Oro in Coppa Europa ( Mosca), 10000 m piani - 28'51"46
- Oro alla BOclassic ( Bolzano) - 29'31"

## Riconoscimenti
- Nel maggio 2015, una targa a lui dedicata fu inserita nella Walk of Fame dello sport italiano a Roma, riservata agli ex-atleti italiani che si sono distinti in campo internazionale.[7][8]